# Nederlandenes historie
Nederlandenes historie omfatter overvejende de nordvestlige dele af det europæiske fastland men tillige oversøiske områder, som kom under dette områdes herredømme.

## Oldtid og Middelalder
Jordfund og jættestuer vidner om en sten- og bronzealder i landene om de store flodmundinger, men først ved Cæsars Gallerkrige når historiens lys dem. Kelterne, der før havde ejet disse lande, var da trængte tilbage af germanerne således, at Rhinen væsentlig var grænse mellem de to folk. Nord for den boede rent germanske stammer som frisere og batavere og længere mod øst sigambrere og andre, syd for floden var folket keltisk (gallisk), men stærkt blandet med germanere. Det var vilde og tapre folk, men efter hårde kampe (57 f. Kr. ff.) fik Cæsar dem slået ned, og romervældet førtes frem til Rhinen. Under Augustus (ca. 15 f. Kr.) ordnedes landet som en del af provinsen Gallia Belgica, og snart efter bredte romerne deres magt nord for Rhinen. Bataverne, friserne og andre blev afhængige af romerne og gav dem siden udmærkede ryttere og søfolk. Bataverøen (mellem Rhinen og Waal) blev romernes militære base, hvorfra kampene mod de østlige germaner førtes. Bataverne og friserne blev romerne tro under kampene med Arminius, men de romerske embedsmænds hårdhed vakte efterhånden stærk modvilje. 28 e. Kr. begyndte friserne en modig opstand, der først kuedes en snes år efter. Under tronstridighederne i Rom efter Nero’s død æggede Claudius Civilis sine landsmænd, bataverne, til kamp mod romerne, og opstanden blev snart udbredt og farlig (69—70). Men da Vespasian havde fået magten i Rom, sendte han en stærk hær mod oprørerne, de blev slåede og måtte bøje sig. I de følgende århundreder var landet roligt og gik stærkt frem i kultur. Romerne havde straks taget fat på at grave kanaler og bygge diger og veje. I Drente er fundet spor efter de træbroer (pontes longi), der lagdes over sumpene. Om de romerske fæstninger rejste sig betydelige byer. Agerbrug og handel, søfart og industri (lærred, uld og mursten) udvikledes. Men i 3. og 4. århundrede mærkedes der tilbagegang. Stormændene, der ejede al jorden, udsugede landet, Folketallet tog af, handel og industri standsede, de dårligt førte og dårligt øvede germanske lejetropper kunne ikke hindre frankernes og saksernes plyndringstog over grænsen. Da Stiliko i begyndelsen af det 5. århundrede trak de romerske tropper bort for at bruge dem i Italien, var romerherredømmet i Nederlandene de facto til ende.

### Folkevandringstiden
Som en stormflod væltede germanerne nu ind over grænsen; den romerske kultur skylledes bort, byer og gårde brændtes, de gamle stammenavne, Batavere og andre omtales ikke mere. Landet ejedes nu af frankere, saksere og frisere (de sidstnævnte var rimeligvis også nye folk, nordligere slægtninge til de tidligere frisere). Disse tre germanske stammer havde hvert sit særpræg, som det ses af deres love og endnu kan spores i sprog og retsvæsen og folkeminder. Friserne boede langs kysten fra Weser til Schelde og på øerne, sakserne mod øst og sydøst, frankerne i landene syd for Zuidersøen. Frankerne var de mægtigste, og Nederlandene blev en del af det frankiske rige.

### Frankisk herredømme
Under den kraftige pipinske slægt, der hørte hjemme i Maas-egnen, gik landet atter frem i kultur. Kristendommen, der næsten var forsvundet i folkevandringen, udbredtes på ny især af angelsachsiske missionærer som Willibrord, frisernes apostel. Utrecht blev bispesæde, og omkring år 800 var kristendommen fæstnet i landene. Folket var endda vildt og råt, men handel og søfart udviklede sig dog, og klostrene lærte folk at dyrke jorden. Især i Sydbrabant trivedes landet godt, og byerne tog til. Mod nord var man udsat for hærgninger af saksere og frisere. Pipin af Herstal slog flere gange den vilde friserkonge Radbod, men først Karl den Store bekæmpede fjenderne. Han gjorde meget til landets fremme, byggede broer, gravede kanaler, forbedrede vejene, bedrede agerbruget ved at indføre trevangsbrug, ordnede styrelsen og delte landet i gouw og honderschap, inddelinger, der under vekslende former og med skiftende grænser har bestået til det 20. århundrede. Landet var væsentlig et bondeland, hvor den frie sakser, friser og franker levede uafhængig på sin egen gård, men storejendommene var ved at brede sig, skønt bønderne strittede imod. Det folkelige selvstyre forsvandt under Karl. Kun i retsplejen havde den frie mand endnu nogen del. Men kejserens grever blev landets egentlige bestyrere.

### Hærget af hertuger og grever
Under kampene mellem Karl den Stores ætlinge gik Nederlandene fra den ene hånd til den anden. Omsider beholdt Frankrig Flandern (fra 843), mens resten gik til Tyskland (fra 879). Det regnedes nu til Lothringen, der strakte sig fra Maas’ og Mosel’s kilder til Nordsøen, og i 953 deltes i to hertugdømmer, Øvre- og Nedre Lothringen. Det sidste omfattede Nederlandene (med undtagelse af Flandern), med Friesland som et noget løst tilhæng. Den tyske konges magt i Nedrelothringen var ikke stor. Greverne havde under tronkampene øget deres rettigheder og gjort dem arvelige. Kirkens vælde tog til. Og normannerne, der satte sig fast i landet og hærgede det flere gange i tiden fra omkring år 830 til efter deres store nederlag ved Löwen i 891, svækkede også kronens indflydelse. De lothringske hertuger, Kongens stedfortrædere, fik derfor ikke synderlig at sige, når de ikke selv ejede storgodser i landet, og de var lige så tit mod deres lensherre som med ham. De drev rænkespil med de franske konger, der var lystne efter Lothringen, eller de fejdede med dem, de sloges med greverne eller gjorde opstand mod kejserne. Midt i det 11. århundrede kæmpede Gotfred 4. den Skæggede utrættelig med kejseren for at få hele Lothringen, som hans fader havde haft. Hans søn, den mægtige Gotfred 5. med Pukkelen, var derimod kejser Henrik 4. en tro og stærk støtte; han døde i 1076. Gotfred 5.s arving, Gotfred af Bouillon, blev hertug 1089. Efter hans død på det 1. korstog sloges husene Limburg og Löwen om hertugværdigheden (Grimbergske Fejde 1130—1159) og delte den til sidst mellem sig, men den var nu kun en tom titel. Hertugerne havde kun magt i deres ejendomslande, limburgerne ved Maas, deres medbejlere i Brabant, efter hvilket land de nu kaldte sig. Navnet Nedrelothringen gik af brug i det 12. århundrede og ombyttes med Nederlandene, terræ inferiores.
På ruinerne af hertugdømmet havde der efterhånden dannet sig en række større og mindre, uafhængige stater: mod syd Flandern (Kronflandern, der var fransk len, og Rigsflandern, der var tysk len, som under en række balduiner vandt stor magt, Hennegau, der var forenet med Flandern fra omkring år 1050 til 1076 og fra 1191 til 1280, da Balduin 9.s, den gr. kejsers datter, Sorte Grete døde, og Hennegau tilfaldt hendes slægt af 1. ægteskab (Huset Avesne), Flandern hendes søn af 2. ægteskab, Gui af Dampierre. Endvidere mod syd: Brabant, Luxembourg, Bispedømmet Liège, Namur og en flok mindre grevskaber og herredømmer.
Mod nord havde greverne af Kennemerland (om Haarlem) fra 9. århundrede bredt deres magt langs kysten og ind i landet. Midt i det 11. århundrede ejede de kystlandet fra Maas til Flie og jorden ind mod Utrecht. Ved denne tid begyndte deres rige at kaldes Holland (Holtland). De hollandske grever blev til tider hårdt trængte af deres naboer — Gotfred med Pukkelen tog næsten hele landet fra grev Dirk 5. — men som regel forstod de at brede sig. Vest-Zeeland blev deres ejendom i 1323 efter 150 års fejder med Flandern. Nogle af friserne måtte underkaste sig i slutningen af det 13. og begyndelsen af det 14. århundrede efter, at de var blevne svækkede ved de store stormfloder i det 12. og 13. århundrede. Bispedømmet Utrecht, der ejede landene inden om Zuidersøen, kom efter 1100 under hollandsk indflydelse. Et mindre grevskab nord for Rhinen var Geldern, der kom i strid med Brabant om arvefølgen i Limburg, som efter Slaget ved Woeringen i 1288 tilfaldt Brabant. Mellem alle disse små riger skete der et ustandseligt virvar af hærgningstog, slag og søfægtninger, af ægteskab og arvespørgsmaal, af forbund og intriger. Franskmænd, englændere og tyskere kappedes om at få dem hver på sin side. Kun sjældent enedes de om fælles optræden som mod Philip August, der slog dem ved Bouvines i 1214. I flamlændernes opstand mod Filip den Smukke, hvem det engelsksindede folkeparti slog ved Kortrijk (Sporeslaget 1302), var Holland og Hennegau, som i 1299 var blevne forenede under Jan af Avesne, på franskmændenes side. Indre uroligheder gjorde forvirringen større. Bispen af Utrecht dræbtes 1227 af bønderne i Drente under et af borggreven af Coevorden ledet oprør. Floris 5. af Holland blev fanget og myrdet i 1296 af Gijsbrecht af Amstel og andre sammensvorne adelsmænd. Mange fyrster faldt i de evindelige fejder, således Vilhelm 2. af Holland, Frederik 2.s modkejser, på et tog mod friserne i 1256. Endda fik nederlænderne stunder til at være ivrig med i korstogene.
Omkring 1300 var rigerne dog nogenlunde ordnede og fæstede. Deres grænser var tit tilfældige og kunstige; og der var intet naturskel mellem dem og de tyske stater længere inde i landet; kirkeligt stod de også stadig under ærkebispen i Köln. Fyrsterne var så godt som uafhængige af kejseren, de havde tilegnet sig alle kronens rettigheder og indtægter; deres selvstændighed godkendtes på Rigsdagen i Worms 1231. Indadtil kunne de have ondt ved at klare sig mod den stærke adel, men de stræbte i det 12.—13. århundrede med held at holde den nede, ved at gøre embedsstillingerne personlige, ikke arvelige. Bønderne, der trykkedes af adelen, gjorde flere gange opstand, og adskillige fyrster som Floris 5. var dem velsindede. Derimod så greverne tit skævt til den opblomstrende borgerstand. De forskellige stater styredes væsentlig ens, men hvert sted holdt på sine gamle love og gamle former. I det hele var det fyrstemagtens gyldne tid; kun i det nordlige Friesland levede adelsmændene som uafhængige herrer. Præsternes magt var ved at svinde; nogle kættere fik en del følge.

### Borgerskabet vinder frem
I det 14. og ind i 15. århundrede fejdedes der heftig i Nederlandene: mellem tronkrævere, mellem fyrste og folk, mellem adelige og borgerlige, mellem store og små. Byerne har vundet rigdom og fik magt. Fyrsternes krige og fester kostede dyrt; mange af deres indtægter havde de måttet give deres adelige krigere til løn; de måtte da bede byerne om penge og fik dem kun mod at tilstå borgerne flere og flere forrettigheder. I byerne havde hidtil de fornemme købmænd og adelige ført styret, nu ville håndværkerne til, og deres gilder trængte kraftig frem. Den største kamp førtes i Flandern, hvor striden mellem England og Frankrig virkede med. Den fransksindede greve og adel og byaristokraterne stod mod håndværksgilderne — der var for England, hvorfra væverne fik deres uld — og mod bønderne. Det var Leliaerts mod Clauwaerts. Et par opstande af disse kuedes af franske hære i 1326 og 1328 (slaget ved Cassel), men 1336 fik Edvard 3. af England stiftet et stort nederlandsk forbund mod Frankrig, og til dette sluttede Flandern sig et par år efter. Gilderne tog magten her, Gent blev den ledende by, og dens første mand, Jacob van Artevelde, landets virkelige hersker. Han holdt sig tro til Edvard 3., der gav Flandern handelsfordele. Men da Arteveldes avindsmænd fik ham myrdet under et oprør i Gent 1345, vandt greven atter magt og slog flere opstande ned. Der blev fred nogle år, gilderne kom atter til kræfter, og 1379—1385 vovede de på ny en mægtig kamp. Der var samtidig truende folkerørelser rundt i landene, og den flamske bevægelse syntes at skulle lede ind til en almindelig rejsning mod feudalmagten. Adelen følte faren: i 1382 rykkede en vældig fransk ridderhær ind i Flandern og slog genternes hær ved Roosebeke, hvor deres fører, Arteveldes søn Filip faldt. Gent værgede sig dog kraftigt til 1385. Da var den sidste greve af Huset Dampierre, Ludvig van Male, nys død, og hans svigersøn Filip den Dristige af Burgund arvede Flandern. Han holdt folket i ave og støttede sig mest til de fornemme borgere. Gilderne blev dog ved at have nogen del i bystyret.

#### Brabrant
I Brabant fik gilderne ikke meget at sige. Flere opstande kuedes. Videst nåede Löwen ved Coutereels opstand i 1360 og en ny i 1378. De fornemme slægter havde magten i byerne og over de svage fyrster, som trængte til penge. Stæderne tiltvang sig mange rettigheder, især 1356, da hertug Wenzel af Luxembourg og hans hustru Johanna måtte underskrive en håndfæstning, der bandt fyrsten stærkt. Denne Joyeuse Entrée gjaldt i det væsentlige som Brabants grundlov til den franske revolution.

#### Liège, Namur, Luxembourg og Hennegau
Fyrstbispedømmet Liège havde gilderne sidst i det 14. århundrede næsten fået gjort til en demokratisk republik. Men den udvalgte bisp Jan af Bayern knækkede 1408 demokratiet med hollandsk og burgundisk hjælp. Det retssystem, gilderne havde indført, blev dog ved at gælde. Også i Namur fik gilderne indflydelse, Luxembourg og Hennegau, adelslande uden store byer, kom derimod ikke synderlig med i røret.

#### Holland og Zeeland
I Holland og Zeeland blev det heftigt. De hollandske byer, der havde stået i skygge for de flamske og brabantske, arbejdede sig frem, i det 14. århundrede. Amsterdam fik byprivilegier i begyndelsen af århundredet. Omkring år 1350 begyndte gilderne at hæve sig. Kampen mellem småborgere og storborgere gik i eet med en voldsom fejde mellem 2 adelspartier, Hoekschen og Kabeljauwschen (Fiskekroge og Kabliover), der med afbrydelser varede fra 1350—1492. Partikampen slyngedes sammen med dynastiske tvistigheder, en strid fra 1345—54 mellem Margaretha af Hennegau, den tyske kejser Ludvig af Bayerns hustru, og hendes søn Vilhelm 5., og en senere, fra 1417—1433, hvor den kække ulykkelige Jakoba af Bayern søgte at værne grevskabet mod sin farbror, Liège-bispen Jan af Bayern. Under disse borgerkrige stod gilderne og bønderne — der heldig stræbte at få livegenskabet afskaffet, — sammen med »Krogene«, det egentlige adelsparti, mod de fornemme slægter (poorters), der rådede i byerne. Disse støttede Vilhelm 5. og Jan af Bayern for at få en kraftig herre til at holde skik i landet. I længden vandt storborgerne. Gilderne fik nok lidt del i bystyret, men den væsentlige magt blev hos et lille sluttet aristokratisk selskab, Vroedschap’et, der valgte borgmestrene og andre embedsmænd. Byernes indflydelse steg under fejderne, og fyrsternes magt mindskedes. De 3 "stænder", adel, præster og borgere, indkaldtes til rådslagning, ikke blot i pengesager, men også i almindelige regeringsspørgsmål.

#### Utrecht og Geldern
I Utrecht fejdedes der også livligt. Bisperne var næsten helt magtesløse, røverriddere hærgede landet, tilstanden var tit rent anarkisk. Gilderne drog nytte heraf og skaffede sig overmagt i byerne. Disse optrådte helt uafhængige, sluttede forbund og førte krig på egen hånd. I Overijsel og i Drente — hvor der herskede en stor folkefrihed og brugtes en mærkelig gammel-germansk retspleje — holdt storborgerne magten, og her lykkedes det bispen at gøre sig gældende. Drente måtte underkaste sig ham i 1395. Også Groningen hyldede ham.
I Geldern var forholdene yderst brogede: Bronkhort-partiet stod mod Hekeren-partiet, bønderne mod adelen. Fyrsterne krigedes med Brabant og Frankrig eller med Holland og Kleve. Der var evige arvefølgefejder. Ridderskabet og de fire byer sluttede til sidst forbund om, at fyrsten skulle vælges med deres samtykke, og tog 1436 og 1441 helt magten fra hertug Arnold af Egmont ved hårde håndfæstninger.

#### Friesland
Friesland havde ligeledes sine to partier, Schieringers og Vetkoopers, der fejdede vildt og ustandselig. En adelsmand, Focco Ukena, blev landets skræk i første halvdel af det 14. århundrede. Han forbandt sig med Fetaljebrødrene, der holdt til i Friesland. Landet øst for Ems samledes omsider af Ulrik v. Greetsiel, der 1454 blev greve af Østfriesland. Men vest for Ems vedblev fejderne, og her fik byen Groningen stor magt.

## Burgundervældet
Der var imidlertid vokset en magt op, som var til sinds at gøre en ende på al denne splittelse og forvirring i Nederlandene. Det var de burgundiske fyrster, som målbevidst stræbte at forene disse lande med deres øvrige eje til et stort burgundisk kongerige. Fra deres flamske arv udbredte Filip den Dristige og hans efterfølgere deres vælde. I Brabant og Limburg søgte hertuginde Johanna efter Wenzels død 1383 støtte hos burgunderne og afstod dem til sidst sit rige. Filips yngre søn Anton fik det efter hende, og da hans sønner var døde barnløse, hyldede stænderne 1430 Filip den Gode. Namur erhvervedes ved køb i 1429, Luxembourg i 1451.
Jan af Bayern gjorde Filip til sin arving i Holland, Zeeland og Hennegau, og Filip tvang 1433 Jakoba til at afstå ham sin ret. Liège og Utrecht kom også under burgundisk indflydelse, en søn af Filip blev i 1456 med magt gjort til biskop af Utrecht. Geldern tog Karl den Dumdristige i 1473, og han pønsede på at gennemføre de gamle hollandske krav på Friesland. Karls fald ved Nancy i 1477 sprængte planen om det burgundiske kongerige. Nederlænderne, hvem han havde styret hårdt og enevældig, tog magten fra hans datter, Maria. For at få hjælp mod Frankrig måtte hun den 11. februar 1477 udstede en almindelig håndfæstning, Le Grand Privilège, der bandt hende stærkt, og desuden særlige privilegier for de enkelte lande. Hun ægtede i august samme år Maximilian af Habsburg, der nu i 15 år måtte brydes med nederlændingene inden, at han fik sit herredømme fæstnet. Flamlænderne holdt ham tit så godt som fangen. I 1482 sluttede de på egen hånd fred med Frankrig og tvang ham til at godkende den. I 1487 "stak de atter hornene op". Hans venner og embedsmænd blev halshuggede, hans eget liv var i fare; han måtte i 1488 love folket yderligere rettigheder med de dyreste eder. Dem brød den ridderlige fyrste så snart, han slap fri, men først i 1492 lykkedes det hans hærfører, Albrecht af Sachsen-Meissen, at få landet kuet. Holland, hvor den Hoeksche og Kabeljauwsche tvist var blusset op igen, blev også bragt til ro. Utrecht og Liège derimod frigjorde sig for den burgundiske indflydelse, og Geldern rev sig løs. Maximilians søn, Filip den Smukke, tiltrådte styret i 1494, men døde allerede i 1506, og kejseren blev atter rigsforstander for den afdødes 6-årige søn Karl. Dennes faster, Margrete af Savojen, styrede som statholderske, til Karl 5. selv overtog regeringen i 1515. Ham lykkedes det at virkeliggøre burgundernes tanke: Nederlandene blev et sluttet og selvstændigt rige. Men det kostede møje. I kejserens krige mod Frants 1. styrkedes og udvidedes grænsen mod Frankrig, der måtte opgive al ret til Artois og Flandern. Gennem mange år stredes burgunderne med hertug Karl af Geldern, som i 1492 havde sat sig fast i dette land og derfra bredte sin magt over Utrecht mod Overijsel og Drente, over Groningen og Friesland. Det sidste land havde Albrecht af Sachsen fået af Maximilian for penge, kejseren skyldte ham, men Albrechts søn, der ikke kunne hævde sig mod Karl af Geldern, solgte det i 1515 til Karl 5. Efter blodige kampe blev det da kuet i 1523. Groningen underkastede sig i 1536. I 1527 afstod Utrecht-bispen sine lande til Karl 5., og Drente, Overijsel og Utrecht måtte hylde kejseren. Karl af Geldern faldt da også til føje i 1528. Han efterfulgtes i 1538 af hertugen af Kleve. Denne yppede krig med kejseren i 1542, men blev slået og måtte afstå Geldern (med Zutphen) til Karl i 1543.
Således var Karl 5. nu fyrste over alle de "17 Nederlande" (4 hertugdømmer: Brabant, Geldern, Limburg og Luxembourg, 7 grevskaber: Holland, Zeeland, Hennegau, Flandern, Artois, Namur og Zutphen, 1 Markgrevskab: Antwerpen og 5 herligheder: Mecheln, Utrecht, Friesland, Groningen og Overijsel). Kun Liège holdt sig under et par kloge bispers styre uafhængigt. Dog kun af navn, i virkeligheden lystrede det helt kejseren. På rigsdagen i Augsburg i 1548 fik Karl sine burgundiske lande godkendt som en særlig kreds, der skulle yde bidrag til rigsudgifterne og rigshæren, men ellers var selvstændig og navnlig ikke stod under rigskammerretten. Næste år fastsatte han ved en "pragmatisk sanktion" en fælles arvefølge for Nederlandene: de skulle efter ham tilfalde hans arvinger i mandlig og kvindelig linje.

### Administrative forhold
Da burgunderne fik magten i Nederlandene, lod de alle de gamle styremåder vedblive, men de stræbte med deres romerrets-dannede jurister sindig og sejt at skabe et fællesstyre, der kunne kvæle de provinsielle særrettigheder og grundlægge et centraliseret enevælde. Fyrsten, der fra 1430 havde sæde i Bruxelles, blev fra Maximilians og Karl 5.s tid, da disse som kejser og konge i Spanien tit var borte, repræsenteret af statholderen (Margrete af Savojen 1507—1530, Karl 5.s søster, Marie af Ungarn 1531—1555). De havde ved deres side et råd af høje herrer og embedsmænd (Conseil privé, Grand Conseil, fra 1531 statsrådet, som havde det almene landsstyre under sig, og geheimerådet, der var justitsministerium). Fra rådet udskiltes i 1454 en domstol, der fra 1464 fik sæde i Mecheln og fra 1473 kaldtes parlamentet i Mecheln. Den skulle være appelret for de vestlige burgundiske lande; Karl den Dumdristige satte den op mod pariserparlamentet, der krævede jurisdiktion over Flandern og Artois. Nederlænderne hadede denne nye domstol, der brød de gamle retters selvstændighed, og efter Karls fald blev den ophævet. Den genindførtes i 1504, og Karl 5. stræbte i øvrigt at få den godkendt for alle Nederlandene, men kun Flandern, Artois, Namur, Luxembourg, Holland og Zeeland underkastede sig den i visse appelsager. Finansvæsenet lagdes under regnskabskamre efter fransk forbillede. Der var oprindeligt 3, senere 2, Karl den Dumdristige samlede dem til 1 i Mecheln, også til stor harme for folket. I 1477 oprettedes der da 3 igen, og først i 1517 lykkedes det at indføre et fælles finansråd for alle Nederlandene.

### Økonomiske forhold
Pengevæsenet var altid burgundernes ømme punkt. Den stående hær, de indførte, deres overdådighed, de mange krige nødte dem til stadig at ty til stænderne om nye bevillinger. Det blev fra 1465 mere og mere skik at indkalde almindelige stænderforsamlinger ("Generalstaten"). Disse, der blev det vigtigste led mellem folk og fyrste, fik især meget at sige under røret efter 1477. Tit var de da landets virkelige hersker. Filip den Smukke yndede dem ikke, men de mødte dog 10 gange i hans Tid; Karl 5. indkaldte dem over 50 gange. Kun ved særlig højtidelige lejligheder mødte der sendemænd fra alle 17 provinser; når de kun skulle bevilge penge, kom der ingen fra Luxembourg og Friesland, Groningen og Geldern: de holdt på deres selvstændighed. Pengene bevilgedes først efter forhandling mellem sendemændene og provinsstænderne, og regeringen måtte gerne afhjælpe klagemål, før den fik beløbet. Dette fordeltes på provinserne i et 1462 fastsat forhold: Brabant og Flandern ydede hver 1/3 af summen, Holland 1/12, Utrecht 1/10. Generalstaterne indkaldtes kun efter fyrstens bud. Ligeså provinsstænderne. Nogle krævede ret til at træde sammen og kivedes derom med regeringen, som i det hele søgte at plukke stændernes gamle rettigheder bort. Provinsstændernes repræsentationsforhold var broget uensartede: i Holland, Geldern, Overijsel og Drente mødte præstestanden ikke, fra Zeeland var der kun 1 repræsentant for præsterne og 1 (fyrsten selv) for adelen. Provinserne styredes af guvernører, 11 i alt; under dem stod de gamle råd, der mere og mere blev domstole, som det mægtige Hof van Brabant. Længere nede kom embedsmændene og bystyrelserne. Regeringen holdt provinsmyndighederne stramt og sendte tit kommissærer til at ordne forholdene.
I det 15. århundrede tog provinsstaterne og byerne sig særlige juridiske rådgivere: landsadvokaten, som ledede provinsstændermøderne, og pensionæren, der blev det faste led i bystyrelsen og tit dens virkelige hoved. Det kraftige burgundiske styre gavnede Nederlandene; der blev fred og orden i riget, og det steg højt i velstand og udvikling. Antwerpen blev verdens førende handelsby; i de sydlige egne trivedes industrien, i Holland sildefiskeriet og søfarten. Landbruget blev et mønster for andre folk, således lod Christian 2. dem indføre til Amager. Provinserne voksede efterhånden også mere sammen og begyndte at føle sig som en enhed. Men selvstændighedstrangen og særfølelsen var endnu overmåde stærke, og regeringens enhedsstræben satte ondt blod. I Karl 5.s tid gik det godt. Han søgte som sine forfædre stadig at øge centralmagten, blandt andet ved sine mange love; han agtede ikke landenes privilegier, når de kom ham på tværs — han lod sig af paven løse fra sin ed på La joyeuse Entrée — og han kunne slå hårdt til, som da han 1540 kuede en opstand i Gent. Men han var nederlænder selv, i samfølelse med sit folk, og smidig nok til at give efter på rette tid og sted. Men der ulmede megen uvilje mod regeringen hos adel som hos borgere. Og den øgedes ved det kirkelige røre, Reformationen vakte.

### Reformationen i Nederlandene
Der havde længe lydt råb om en bedring af kirkeforholdene. De fra Gerrit de Groote udgående Broeders des gemeenen levens (fra 1381) og Windesheim-kanniker (fra 1387) virkede en tid lang på at lutre præstestanden. Teologer som Wessel Gansfoort (1419—1489) og humanister som Rud. Agricola og Erasmus af Rotterdam kritiserede indtrængende kirkens misbrug. Erasmus’ ånd gennemsyrede overklassen lige op til regeringskredsene. Men hans mådehold var ikke for det menige folk. Det blev sat i flamme ved Luther’s optræden. Fra Antwerpen og Dordrecht løb reformationen over Nederlandene. Regeringen så straks ganske velvillig til, men røret blev stærkt, og Karl 5. ville slå kætteriet ned i sit land. Fra 1519 begyndte forfølgelsen, først lempelig, men allerede 1523 brændtes H. Voes og Johs. Esch i Bruxelles, og fra 1525 blev forfølgelsen hård. I 1530 var de fleste førere dræbte eller flygtede, men de gav plads for voldsommere folk, og røret blev vildere. Det var gendøberne, der nu bredte sig, med tilhold i Münster. De blev også slåede ned i 1535, og mere mådeholdne lærere som Menno Simonszoon fik da lyd. Men forfølgelsen standsede ikke, og skarer af folk blev henrettede eller fængslede eller piskede under Karl 5.s strenge love (Blodplakaten af 1550). Alligevel blev disse kun delvis gennemførte, de mødte overalt sej modstand hos de stedlige myndigheder, hvis selvstændighedshu æggedes mod regeringens kætterdommere. Og forfølgelsen gav reformationsånden vækst. Den oprindelige, af Luther og Zwingli påvirkede bevægelse gled mere og mere over til erasmianisme, anabaptismen veg for mennonismen, men stærkere end disse blev kalvinismen, der fra århundredets midte trængte ind i syden fra Frankrig, i norden fra England, og især bredte sig i folkets lavere lag.

### Kampen mod Spanien
Filip 2. (1555—1598) ville som faderen øge centralmagten og håndhæve katolicismen, men spansk som han var, stiv og despotisk, kom han snart på kant med Nederlænderne. Da han rejste bort 1559, blev hans søster Margrete af Parma, statholderske, men ærkebisp Granvela styrede landet enevældig i spansk ånd. Stormændene i statsrådet som Vilhelm af Oranje, Egmont og Hoorn skubbede han helt til side. Til deres personlige nag her over kom misnøje med regeringens politik: den gjorde Nederlandene til et spansk tilbehør, og dens kætterforfølgelser skadede handelen, især på England, og forbitrede folket. Stormændene klagede til Filip over Granvela og dannede i 1562 en liga mod ham, også statholdersken ville af med ham, og i 1564 lod Filip ham falde.
Stormændene, der nu fik del i styret, ønskede en national politik med religiøs tolerance og en regering, der holdt de gamle privilegier og lededes af den indfødte adel. De bad kongen udvide statsrådets magt, sammenkalde Generalstaterne og mildne kætterlovene. Filip ville ingen af delene. I oktober 1565 skrev han, at kætterplakaterne skulle gennemføres strengt. Brevet vakte en voldsom gæring. Det hed sig, den spanske inkvisition skulle indføres. I november 1565 sluttede den lavere adel et højtideligt forbund (Compromis) om at hindre dette. De var til sinds at bruge magt og søgte udenlandsk hjælp, men efter Oranje’s råd nøjedes de med den 5. april 1566 i et stort optog at bringe statholdersken et bønskrift om mildning af plakaterne. Ces gueux (de tiggere) kaldte en af Margretes rådgivere ved den lejlighed de forgældede adelsmænd, og de forbundne tog da navnet "geusere" til mærke. Margrete lovede at bede kongen om moderation af kætterlovene, Granvela rådede også dertil, og i juli 1566 gik Filip ind på at mildne plakaterne. Men da hans brev den 12. august nåede Nederlandene, var forholdene ændrede. Stormændene var mådeholdne katolikker, de fleste medlemmer af kompromiset ligeså. Det var mest den nationale sag, der lå dem på hjerte. Men deres optræden vakte stærkt røre blandt kalvinisterne, udsigten til en standsning i forfølgelsen og rygter om fransk eller tysk hjælp fik dem i den yderste spænding. I Margretes svar om moderation så de en tilladelse til, at nu kunne de gøre, hvad de ville. De holdt åbent og væbnet prædekenmøder, organiserede sig og samlede penge. Kompromiset rådede præsterne til varsomhed, men de kunne ikke mere tæmme den kalvinistiske mængde. I juli 1566 kom det til et voldsomt udbrud. Der var nød i landet efter 2 strenge vintre, den, sammen med de hidsende prækener og pøbelens plyndrelyst, fremkaldte en vild billedstorm, der begyndte i landsbyerne om Ijperen og derfra løb over hele Flandern, til Zeeland og Holland og videre nord på. Kirkernes kostbarheder blev røvede, deres kunstskatte ødelagte, præsterne mishandlede. Kun i nogle byer gennede de væbnede borgere oprørerne bort. Stormændene ville eller kunne ikke tøjle dem. Margrete søgte hjælp hos kompromiset og tillod kalvinistisk prædiken der, hvor den faktisk fandt sted. Da det blev kundgjort, standsede billedstormen. Men den havde gjort Filip dybt forbitret. Oranje forudså, hvad der ville komme, han og Hoorn var stemte for at møde det med våben, men Egmont veg tilbage derfor, og uden ham mente de ikke, det gik. Med den folkelige kalvinistiske bevægelse ville stormændene ikke indlade sig. Kompromiset var blevet opløst, da Margrete gav efter, og et forsøg på at genoplive det glippede. Kun kalvinisterne var rede til at handle, de hvervede tropper. Geusernavnet gik nu over på dem. Men regeringen var nu stærk og havde frie hænder. Den fik penge fra Filip og samlede en hær. Geusersoldaterne og billedstormerflokkene blev slåede, det kalvinistiske Valenciennes taget og hårdt tugtet: i våren 1567 var al opstand kuet. Tusinder flygtede udenlands, også mange adelige; andre underkastede sig. Egmont var gået over til regeringen. Oranje forlod landet, han mente, alt var tabt. En lov af 24. maj 1567 truede kætterne med galge, hjul og pisk. Men det var ikke Filip nok. Nu skulle Nederlandenes selvstændighed og særrettigheder bort og kætteriet ryddes ud. Det hverv overdroges hertugen af Alba. I august 1567 drog han fra Italien ind i Bruxelles med 10.000 spanske soldater.
Landet var roligt: kun nogle bønder, der gemte sig i skove og sumpe, boschgeuserne, plyndrede hist og her. Men nu skulle billedstormen og adelens opposition gengældes. Alba, der blev statholder i Margretes sted, skabte sig et værktøj dertil i en domstol, Conseil des Troubles, der lededes af spanierne Vargas og del Rio. Man kaldte den "blodrådet", og den fortjente sit navn. Folk dømtes skarevis til døden, og deres ejendom inddroges. Gammel ret og skik trådtes under fode. Rædselen var stor, og atter flygtede mange. Så greb Vilhelm af Oranje til våben. I sommeren 1568 faldt hans tropper fra flere sider ind i landet, men de blev dels slåede, dels undveg Alba kamp med hovedstyrken, til Oranjes penge slap op, og han måtte fortrække. Kun få nederlændere sluttede sig til ham, de var lammede af skræk, især over Egmont og Hoorns henrettelse den 5. juni 1568. I Spanien var man nu stemt for at holde inde med myrderiet, men først i juli 1570 kundgjorde Alba kongens bud om pardon, og imens arbejdede "blodrådet".
Alba virkede tillige på at gennemføre enevældet og enhed i styrelsen. Navnlig ville han have fast orden i pengevæsenet. I stedet for generalstatsbevillingerne skulle der indføres faste skatter, der i blandt en afgift på 10 % ved salg af rørligt gods (svarende til den spanske alcavala-skat). Denne "10. penning", der ville have ødelagt handelen, vakte den stærkeste modvilje. Generalstaterne købte sig foreløbig fri for den ved en stor sum penge, men i juli 1571 kundgjorde Alba, at nu skulle skatten betales, og Filip godkendte beslutningen i februar det følgende år. Oranje mente nu, at tiden var moden til et nyt forsøg. I sommeren 1572 rykkede han atter ind i Brabant. Han havde aftalt med Frankrig, hvor Hugenotterne da var ovenpå, at en fransk hær syd fra skulle samvirke med ham. Men i stedet for hjælp fik han budskab om Bartholomæusnatten. Det var et kølleslag. Alba undveg atter kamp, og Vilhelm måtte trække sig bort og opløse sin hær. Men nu lysnede det fra en anden kant. Mange landflygtige var tyede til havs og førte en vild og blodig sørøverfejde mod de spanske. Disse vandgeuser satte sig 1. april 1572 fast i Den Briel. Det gav stødet til en almindelig opstand i Holland, hvor harmen over "10. penningen" hedede sindene, så der kun krævedes en gnist til at tænde branden. Også i Zeeland, Utrecht, Geldern, Overijsel og Friesland rejste man sig mod Spanien. Oranje havde sendt folk til hjælp, og efter sit mislykkede tog syd på kom han til Holland og blev sjælen i opstanden. En stænderforsamling i Dordrecht valgte ham til statholder. Men en stor spansk hær rykkede nu frem mod de oprørske egne. Zutphen og Naarden blev tagne og indbyggerne så godt som udryddede. Den 12. juli 1573 måtte Haarlem overgive sig efter et halvt års kækt forsvar. Besætningen blev dræbt, 300 af dem druknedes. Men "fra Alkmaar begyndte sejren": Spanierne lagde sig for byen, men måtte fortrække, da Oranje ville lade digerne gennembryde. Lige så ringe held havde de for Leyden. De indesluttede den i oktober 1573. Ludvig af Nassau, Oranjes broder, der ville undsætte den, blev slået på Mook Hede og faldt, og belejringen fortsattes til den 3. oktober 1574. Da drev en storm nordsøvandene ind gennem de åbnede sluser og diger, og en Geuserflåde undsatte den frygtelig udsultede by.
Alba var da kaldt tilbage i december 1573. Hans hårdhed havde kun båret bitre frugter. De sydlige provinser var hærgede og dybt sunkne, de nordlige i fuldt oprør. Hans efterfølger, Requesens, skulle nu prøve at vinde med lempe. Han kunne heller ikke føre krigen med kraft. Hæren havde lidt store tab i Holland, 12.000 mand for Haarlem. Soldaterne fik ikke deres penge. Hæren, der drog fra Leyden, gjorde mytteri og rømmede Holland. Flere steder syd på var der soldateroprør og plyndringer. Requesens indledede da underhandlinger med nederlænderne i syd og nord. Storborgerne der var ikke uvillige til at gå på forlig, de havde aldrig været meget for krigen. Det var de kalvinistiske småfolk, opstanden byggede på, og Oranje havde nu lært at skønne på dem. Forhandlingerne strandede på de katolske krav, og krigen fortsattes med nogen fremgang for spanierne, da Requesens pludselig døde i marts 1576. I syden tog Generalstaterne nu styret og samlede tropper mod de spanske soldater, der plyndrede landet og den 4. november 1576 overrumplede Antwerpen, hvor de røvede og myrdede for fode ("den spanske furie"). Generalstaterne forhandlede med Oranje, og den 8. november 1576 sluttedes der i Gent en "pacifikation" mellem de sydlige og nordlige provinser, senere stadfæstet ved unionen i Bruxelles den 9. januar 1577.
Men opstanden havde draget skel mellem syden og norden. Stormændene i syden led ikke den magt, Oranje vandt dernede, støttet på småborgerne og kalvinisterne. Nord på ville man ikke mere være under den spanske konge, i syden hyldede Generalstaterne trods Oranjes agitation den ny statholder, Don Juan af Østrig. Og det vigtigste: syden var væsentlig katolsk, mens kalvinisterne herskede i norden: de indsatte kalvinistiske regenter i byerne, og katolikkerne forfulgtes undertiden grusomt, især af vandgeuserne (Gorkum-mordet). Don Juan måtte gå ind på "pacifikationen" og underskrive det "evige Edikt" den 12. februar 1577, hvorved han lovede at holde privilegierne og sende de fremmede tropper bort. Han brød det snart efter, overrumplede Namur og begyndte krigen igen, men fik ikke den spanske magt bragt på fode. Anderledes da han døde i 1578 og afløstes af Alexander Farnese. I de sydligste provinser, hvor kalvinismen nu var udryddet, rejste de katolske adelige en kamp mod de billedstormende kalvinister i Gent og mod Oranje. Ved forhandlingerne i Atrecht i januar 1579 vandt Farnese disse malkontente for Filip. Samtidig fik Oranje de nordlige provinser til at slutte sig sammen ved Unionen i Utrecht den 23. januar 1579, da han mærkede, at de sydlige ikke var til at stole på. Med Atrecht- og Utrecht-forbundene skiltes Nederlandene. Den nordlige Union sagde sig juli 1581 åbent løs fra Filip. Brabant og Flandern fulgte endnu Oranje, men Farnese trængte længere og længere frem i dem. Også andensteds var han heldig. Den 29. juni 1579 stormede han Maastricht, hvor 4.000 blev dræbte. Groningen, Drente og noget af Overijsel faldt i spaniernes vold ved statholderen, grev Rennenbergs forræderi i 1580, og flere byer blev tagne. Unionen var derhos ikke meget enig, der var tvist mellem staterne, mellem officererne og uro i hæren. Folk var efterhånden ved at tabe modet. Og så blev Oranje myrdet den 10. juli 1584, og det følgende år tog Farnese Antwerpen og dermed Flandern og Brabant.
Oranje havde altid ment, at Nederlandene måtte have hjælp udefra for at stå sig mod Spanien, han havde søgt den hos tyske fyrster, hos England og Frankrig og budt suveræniteten over Nederlandene til løn. Flere prinser, som ærkehertug Mathias af Østrig og hertugen af Anjou prøvede at vinde sig et nederlandsk rige, men de bragte ringe hjælp og gjorde forstyrrelse og skade. Efter Oranjes død greb Elisabeth af England ind. Hun havde hidtil holdt sig forsigtig tilbage, kun givet staterne nogle penge og folk. Nu sendte hun jarlen af Leicester over med flere tropper. Han udrettede dog kun lidt imod spanierne, men drev en farlig politik i unionen. Det var stadig storborgerne, der rådede i byerne og stænderne, navnlig i Holland, de havde fæstnet deres indflydelse, mens Oranje var syd på i pacifikationstiden, og end mere efter hans død. De var mådeholdne kalvinister, tit nærmest erasmianere. Leicester sluttede sig til de ivrige kalvinistiske præster og småborgerne, der havde fået magten i Utrecht. Han opbragte købmændene i Holland ved at forbyde deres handel med fjenden. De kunne ikke undvære indtægten deraf. Leicester pønsede til sidst på at styrte regenterne ved et statskup, men det glippede, og i 1587 vendte han hjem til England.

#### Kampen for selvstændighed
Nederlænderne blev nu mere til sinds at stå på deres egne ben. I den hollandske landsadvokat Oldenbarnevelt fik de en klog og kraftig leder og i Vilhelms søn Maurits af Oranje en stor hærfører. Hæren blev gjort mindre og mere rørlig, fik bedre mandstugt og blev ordentlig betalt. Maurits og hans frænde, Vilhelm Ludvig af Nassau, der var statholder i Friesland, Groningen og Drenthe, mens Maurits blev statholder i de andre provinser, gik angrebsvis til værks. Maurits, der var ypperlig i belejringskunsten, tog dem ene by efter den anden, og i 1594 var spanierne drevne bort fra unionens lande. Krigen fortsattes på grænsen mellem de sydlige og nordlige provinser, og Maurits vandt et par stolte sejre i Turnhout i 1597 og Nieuwpoort i 1600, men spanierne viste større kraft, da de 1598 fik fred med Frankrig, og Spinola blev deres hærfører. Han tog Ostende efter en mægtig belejring 1601—1604. Begge parter trættedes imidlertid af krigen, og i 1609 sluttede de en 12-årig våbenhvile i Antwerpen. Spanierne kunne ikke mere, under hele opstanden havde de lidt under pengemangel, det var væsentlig den, de nordlige provinser skyldte deres uafhængighed, atter og atter havde den lammet de dygtige spanske hærførere. Holland derimod, som siden 1574 havde været fri for fjenden, var gået voldsomt frem i handel og industri. Syd fra søgte mange købmænd og håndværkere derop. Amsterdam afløste Antwerpen som verdens vigtigste handelsstad. Selve krigen bragte penge til landet, men den kostede også dyrt. Holland, der væsentlig måtte betale den, havde en gæld på 26 mio. nederlandske gylden. Staterne dér og i de fleste andre provinser længtes da efter fred, og mod Maurits’ og Zeelands ønske fik Barnevelt en våbenhvile sluttet.

### De syv forenede provinser
Det ny rige, Republiken af de Syv Forenede Nederlande: Holland, Zeeland, Utrecht, Gelderland, Overijssel, Groningen og Friesland (hvortil kom de erobrede landsdele i Brabant og Flandern) havde ikke fået nogen centralmagt ved Unionen i Utrecht, som var et rent krigsforbund. Generalstaterne var kun fuldmægtige for provinsstaterne. De by- og adelskollegier, som valgte disse, var de egentlige suveræner. Styremåden var uens i de enkelte provinser, og deres særfølelse stadig stærk. Holland som den største og rigeste provins kom dog gerne til at lede de andre. Også statholderne øvede en samlende myndighed. Men der var frø nok til tvist mellem de hollandske patriciere, førte af landsadvokaten, og Oranje-statholderen med adelen, hæren, småborgerne og flere provinser bag sig. Sammenstødet kom hurtig. En teologisk strid om prædestinationslæren mellem de ortodokse kalvinister (gomarister, kontraremonstranter) og de mildere libertinere og arminianere (remonstranterne) gav anledningen. De gomaristiske præster ville skaffe sig politisk magt. Barnevelt og de hollandske patriciere holdt derfor med arminianerne, og da de ortodokse vakte et voldsomt folkerøre, ville han tvinge dem til ro. Maurits, der ved fredsforhandlingerne var bleven Barnevelt gram, nægtede ham soldater dertil, og da Barnevelt i 1616 fik de hollandske stater til at hverve politisoldater, slog Maurits sig på det ortodokse parti. Generalstaterne gav ham fuldmagt til at tvinge Holland og Utrecht, der fulgte Barnevelt. I august 1618 havde han brudt al modstand. Barnevelt blev henrettet i 1619, flere af hans tilhængere som Hugo de Groot fængsledes. En synode i Dordrecht 1618—19 fastslog den strenge ortodoksis herredømme. Arminianske præster blev afsatte og måtte flygte. Regenterne i byerne ombyttedes med Maurits’ venner. Men nogen væsentlig ændring i styrelsen skete ikke, og præsterne fik ingen politisk magt. Maurits rådede nu næsten enevældig.
Krigen med Spanien brød ud igen 1621, men Maurits førte den ikke synderlig heldig. Han døde 1625, kort før Spanierne tog den vigtige fæstning Breda. Hans broder Frederik Henrik, der blev statholder efter ham, var en smidig statsmand og en fortrinlig hærfører. Han skaltede remonstranterne bedre kår og vandt ry ved indtagelsen af flere byer: Grol i 1627, Maastricht i 1632, Breda i 1637. Også til søs vandt hollænderne (Slaak 1631), især efter at Martin Tramp havde fået flåden i god orden. I Slaget ved Downs ødelagde han en stor spansk flåde i 1639. Men de spanske kapere fra Dunkerque skadede den hollandske handel meget. Da Frankrig greb ind i 30-årskrigen, sluttede det forbund med unionen, og franske og nederlandske hære kæmpede sammen mod spanierne, dog en tid uden synderligt held. Frederik Henrik styrede landet som konge på navnet nær, holdt sine venner i embederne og de hollandske patriciere nede. Men efterhånden blev der en stærk opposition mod ham, man frygtede for et monarkisk styre, der drev familiepolitik, vanskøttede handelen og krænkede privilegierne. Efter flerårige forhandlinger fik hollænderne sluttet fred med Spanien i Münster i 1648, året efter Frederik Henriks død. Ved freden anerkendtes unionens uafhængighed; den beholdt Generalstatslandene i Flandern, Brabant og Limburg og de mange kolonier, den havde taget fra Spanien og Portugal i Ostindien, hvorhen hollænderne var begyndte at fare, da Spanien 1598 havde lukket sine havne for dem. Det bestemtes derhos, at Schelde skulle lukkes for fremmede skibe: Antwerpen skulle ikke kunne hæve sig på ny og blive Amsterdams medbejler.
Freden blev sluttet tvært mod forbundet med Frankrig. Nederlændere begyndte nu at frygte denne magt mere end Spanien. Den ny statholder, Vilhelm 2., Frederik Henriks søn, var misfornøjet med freden og havde ærgerrige planer om at øge sin magt. En strid mellem Holland og Generalstaterne om afskedigelse af nogle soldater bød ham en lejlighed, til at prøve et statskup, men det glippede, da hans forsøg på at overrumple Amsterdam strandede. Snart efter døde han, i 1650. Regentpartiet tog derpå helt magten fra Oranje-partiet. En unionsforsamling i Haag 1651 (Groote Vergadering) gav Holland overvægt i riget. Statholderens myndighed indskrænkedes, der skulle foreløbig ingen statholder vælges. Jan de Witt, Hollands rådspensionær, blev unionens virkelige styrer i 1653.

### Republikkens Stortid og Forfald
Unionen stod da på højdepunktet af sin magt. Den handlede på alle have. Nederlandske Ostindiske Kompagni, grundlagt 1602, havde skabt sig et stort kolonirige ved Jan Coen og Anton van Diemen. Det vestindiske kompagni vandt store skatte under krigen, ved at plyndre spanierne og portugiserne og anlagde en koloni i Nordamerika. Handelen på Østersøen, Nordsøen og Middelhavet blomstrede, ligeså fiskeri, landbrug, alskens industri, kunst og litteratur. Og unionens indflydelse var stor i Europa. Men landets stormagtsstilling blev nu truet, da England blev et mægtigt sørige og Frankrig søgte at skabe sig en stor handel. Da Holland ikke ville udvise de fordrevne Stuart’er, udstedte den engelske republik i 1651 Navigationsakten og begyndte året efter en søkrig, der trods Tromps tapperhed endte med nederlag for unionen. Dem måtte købe sig fred i 1654, og Holland måtte udelukke Oranje-slægten (mere præcist: Vilhelm 2.s søn Vilhelm, Karl 2.s søstersøn) fra alle embeder i provinsen (Eksklusionsakten). Efter freden fik de Witt atter unionen bragt på fode. I en ny handelskrig med England 1664—1667 viste hollænderne under Ruyter sig fjenden jævnbyrdig. Ved Freden i Breda afstod unionen den nordamerikanske nybygd (New York), men fik Surinam. Men snart efter trådte Frankrig frem som unionens fjende. De franske bar nag til den siden Münster-freden, der var handelstvist mellem rigerne, og Ludvig 14. blev forbitret, da de Witt ved at stifte Trippelalliancen (1668) satte en bom for hans planer mod de spanske Nederlande. Ludvig besluttede at overfalde unionen, han rustede sig stærkt, sprængte Trippelalliancen og fik England på sin side og dulgte sine planer til det sidste øjeblik. I april 1672 erklærede han krigen og drog mod unionen med en hær på 100.000 mand. Nederlændernes hær var i dårlig stand — regentpartiet, købmændene, sørgede altid mest for flåden, Oranje-partiet mest for hæren — og den ene by faldt efter den anden. Riget syntes dødsdømt. Folket grebes af rædsel og søgte en frelser i den unge Oranje-fyrste. Regentpartiet havde i mindet om Barnevelt’s skæbne og Vilhelm 2.s statskup altid holdt ham nede — et "evigt edikt" af 1667 havde afskaffet statholderværdigheden i Holland — og folket vendte sig nu i harme mod patricierne. De Witt og hans broder blev myrdede i Haag den 20. august 1672. Forinden var rædslen veget for fortvivlelsens mod. Holland blev sat under vand, og Ludvig 14., der havde spildt tiden med at indtage byerne, standsedes af oversvømmelsen. Til søs fik Ruyter sejr over den fransk-engelsk flåde i Solbay, og et senere landgangsforsøg i Holland glippede. Tyskland kom også unionen til hjælp, så Ludvig måtte trække en hel del af sine tropper bort. I løbet af vinteren lykkedes det statholderen at få en stor hær samlet og øvet. Vilhelm 3. var gerne uheldig i slagene, men han forstod at gøre sejren gold for franskmændene, og han var en ypperlig diplomat, så han blev sjælen i de forbund, der stiftedes mod Ludvig 14. Det lykkedes ham at få fjenden ud af landet, så krigen førtes i de sydlige Nederlande. England sluttede fred i Westminster i 1674 og Frankrig i Nijmegen i 1678 uden tab for unionen.
Da Vilhelm i 1688 forjog Jakob 2. fra England og blev konge der, kom det til en ny krig med Frankrig; Vilhelm led flere svære nederlag, ved Steenkerken i 1692 og, Neerwinden i 1693, men 1695 tog han Namur, og Freden i Rijswijk i 1697 var ikke ugunstig for Nederlandene. Året før Vilhelms død i 1702 kastedes landet ind i Den spanske Arvefølgekrig (1701—1713), der sluttedes ved Freden i Utrecht. Den bragte ikke Nederlandene store fordele, men en Barrière-traktat af 1715 gav dem ret til at besætte en række fæstninger på grænsen mellem Belgien og Frankrig. Vilhelm 3. havde hersket enevældig i Nederlandene, han havde fået ret til at besætte en del pladser i bystyrelserne, så de fulgte hans vilje, og rådspensionærerne Fagel og Heinsius støttede ham. Vilhelms politik var mere europæisk end nederlandsk; Krigene havde nødt unionen til en kraftudvikling, der var over evne. Forbindelsen med England bragte ingen fordel, tværtimod trængtes hollænderne i handelen mere og mere til side af englænderne. Dog holdt de endnu deres magt i Indien, og i 1652 grundlagde de en koloni ved Kap det gode Håb.
Vilhelms krigspolitik og enevælde havde gjort folk kede af fyrstestyret, da han døde barnløs, valgtes der ingen statholder (fra 1702—1747). Regenterne, der afsattes 1672, søgte nu at fortrænge deres efterfølgere, men disse holdt magten efter nogen uro og kamp. De patriciske familier, der sad i Vroedschapperne, styrede i en årrække riget gennem staterne og rådspensionærerne (A. Heinsius 1689—1720, Slingelandt 1727—36). Det blev et selvisk oligarkregimente; enhver stræbte mest af skaffe sig og sin slægt mange og fede embeder. Landet afmattedes og forfaldt. Handelen tog stærkt af, og foretagsomheden svandt. De højere stænder var kapitalister, der levede af deres renter eller spekulerede med deres penge, tit dumdristig og med store tab. De lavere stænder var meget fattige og tyngede af hårde skatter. Udadtil søgte regenterne at holde sig klare af krige. Som garanter for den pragmatiske sanktion måtte de dog gå med i Den østrigske arvefølgekrig (1740—1748). Den gik ilde. Barrièrebyerne blev tagne, franskmændene slog nederlænderne ved Fontenai og trængte ind over grænsen. Som vanligt i nøden vendte man sig atter til Oranje-familien. I Friesland havde efterkommerne af en af Vilhelm den Tavses brødre været statholder i republikkens hele tid. Den daværende statholder blev nu som Vilhelm 4. statholder for hele unionen i 1747, værdigheden blev gjort arvelig i hans og hans datters mandlige linjer. Hadet til regentfamilierne var så stort, at man ønskede en kraftig og varig fyrstemagt. Blandt de lavere borgere, der hidtil som regel ikke havde brudt sig om del i statsstyrelsen, begyndte i øvrigt folkesuverænitetskravet nu at komme frem (doelisterne). Vilhelm 4. fik sluttet fred i Aachen 1748; barrièrebyerne gaves tilbage til unionen. Regentordningen blev ved at bestå, men de værste misbrug afskaffedes. Skatteforpagtningen, der var særdeles forhadt (forpagteroprøret i Amsterdam 1748), blev ophævet; postvæsenet reformeredes.
Vilhelm 4.s søn og efterfølger Vilhelm 5. (1751—1795) var umyndig til 1766 og blev egentlig aldrig selvstyrende. Først havde hans moder magten, siden Ernst af Braunschweig-Wolfenbüttel, endelig Vilhelms hustru, Vilhelmine af Preussen. Riget indvikledes i søkrigen mellem England og Frankrig under Syvårskrigen til Freden i Paris (1763), og siden kom det i tvist med England under den amerikanske frihedskrig, dels over englændernes blokade og kontrabandeftersyn, dels over hollændernes smuglerier og forhandlinger med amerikanerne. Da unionen ville tiltræde det nordiske neutralitetsforbund, erklærede England krig (1780—84). Nederlændernes orlogsmagt var helt forfalden, og krigen bragte store tab. Ved Freden i Paris (1784) fik englænderne handelsfrihed på de hollandske kolonier med mere. Under krigen yppede Josef 2. som fyrste i Belgien kiv med unionen. I 1781 forlangte han barrièrebyerne tilbage. Dem fik han. I 1783 krævede han Schelde åbnet for Antwerpen med flere. Ved fransk mægling afværgedes den truende krig (Freden i Fontainebleau 1785). Schelde blev lukket, men Østrig fik et par byer og nogle penge. Skylden for disse uheld kastedes på Vilhelm; Oranje-partiets anseelse dalede, og der rejstes en skarp partikamp mellem prinsvenlige og patrioter. De første var adelen, præsterne, bønderne og byalmuen, de sidste regentfamilierne og de demokratiske borgere, der nu, påvirkede af de engelske og franske oplysningsskribenter, fik stor indflydelse. Utrecht var deres hovedsæde. Det kom i 1785 og 1786 til flere voldsomme udbrud, og 1786 afsatte patrioterne i de hollandske stater Vilhelm som overgeneral. Det trak op til borgerkrig, udenlandske magter pustede til, hollænderne rustede sig; men da de 1787 nægtede prinsesse Vilhelmine adgang til provinsen, krævede hendes broder Frederik Vilhelm 2. af Preussen satisfaktion og lod en hær rykke ind, der hurtig slog patrioterne ned og gengav statholderen magten. England og Preussen garanterede 1788 statholderskabets beståen. Mange patrioter flygtede, men de blev ved at have talrige venner, især blandt de dannede, og agiterede skjult gennem "læseselskaberne". Vilhelm 5. nød ikke sejren længe. Den franske Revolution brød ud, og den ny republik påførte også Nederlandene krig. Franskmændenes nederlag ved Neerwinden drev en stund krigsfaren tilbage, men efter Slaget ved Fleurus i 1794 drog Pichegru over de frosne floder ind i unionen, vejledet af et regiment patrioter, Bataverlegionen, der førtes af advokaten Daendels. Landet blev hurtig indtaget, patrioterne greb styret og hilste franskmændene som befriere. Statholderen flygtede til England i 1795.
Der var oftere gjort forsøg på at reformere Utrechtunionen (således af Slingelandt og af van de Spiegel, rådspensionær 1785—95), men forgæves. Nu faldt den gamle forbundsstat. Ved aftalen i Haag 1795 omdannedes riget til den "Bataviske Republik" i forbund med Frankrig. En Nationalforsamling indkaldtes 1796 til at udarbejde en ny forfatning. I forsamlingen stod føderalisterne, som holdt på provinsiel Selvstændighed, mod unitarierne, som ønskede fuldt enhedsstyre. Unitarierne satte deres vilje igennem, men først efter at Daendels havde fængslet en del af modpartiet den 22. januar 1798. Grundloven af 1798 gav den udøvende magt til 5 direktører, men væsentlig samledes al magten hos repræsentantforsamlingen. Den valgtes ved almindelig stemmeret og indirekte valg. Repræsentanterne valgte 30 af deres midte til det 2. kammer, resten var det 1. kammer, som behandlede lovene først. 1/3 af repræsentanterne afgik hvert år. Provinsernes særrettigheder faldt bort, Landet deltes i 8 ny departementer; hverken disse eller kommunerne havde noget at sige. Domstolene omordnedes. Allerede 1801 blev en ny grundlov ved kneb sat igennem. Repræsentanternes magt blev stærkt indskrænket (nu kun 1 hus på 35 medlemmer). Hovedmagten fik en statsstyrelse på 12 mand. Departementerne og kommunerne fik mere selvstyre, de gamle provinsnavne toges op igen. I 1805 forandredes grundloven atter. Magten koncentreredes endnu mere. Republikken styredes af en rådspensionær (Schimmelpenninck) med et statsråd på 5—9 medlemmer og 5 statssekretærer. Den lovgivende forsamling skrumpede ind til 19 medlemmer, som ikke kunne foreslå love. Næste år lod Napoleon pensionæren afløse af sin broder Ludvig som konge af Holland (1806—10). Han fik en magtesløs lovgivende forsamling på 39 medlemmer og et rådgivende statsråd på 13 personer. Ludvig stræbte at hjælpe landet op og ville føre en national politik, men blev derover uenig med Napoleon og nedlagde kronen. 9. juli 1810 indlemmede kejseren derpå Nederlandene i Frankrig. Han lod det styre af en statholder (Lebrun), delte det i ny departementer, indførte fransk lov, værnepligt, og søgte at tvinge fransk sprog igennem. Administrationen blev fuldstændig centraliseret.
Glæden ved franskmændene var længst forsvundet. De havde afnødt landet vældige pengesummer, ladet det underholde den ene franske hær efter den anden, nødt det til at kæmpe mod englænderne, som ødelagde al handelen, tog næsten alle kolonierne og gjorde ødelæggende indfald i riget. Statsgælden steg frygtelig højt. Da Napoleon indlemmede landet, hjalp han derpaa ved uden videre at nedsætte renten af statsgælden til 1/3. Mange mennesker blev ruinerede derved. Kontinentalspærringen føltes også hårdt, trods flittigt smugleri. Tusinder unge mænd førtes bort, tit med Magt, for at fylde Napoleons hære. Undertrykkelsen og sprogtvangen ildnede nationalfølelsen. En hemmelig sammensværgelse mod de franske stiftedes af Kemper, Falck og Hogendorp, v. d. Duyn med flere. Da Napoleon efter Slaget ved Leipzig måtte trække sine fleste tropper til Frankrig, rejste Amsterdam sig den 15. november 1813. andre byer fulgte hurtig efter. Vilhelm 5. var død i 1806, hans søn blev nu indbudt til at komme; han landede den 30. november 1813. Han blev udråbt til konge som Vilhelm 1. og lovede den 2. december 1813 at sikre folkets rettigheder ved en grundlov. Med de allieredes hjælp rensedes landet for franskmænd. En notabelforsamling blev indkaldt, og efter dens forslag gaves en grundlov 1814. Enhedsstaten blev derved bestående, den suveræne magt var nu hos kongen. Den lovgivende magt delte han med Generalstaterne, et kammer på 55 medlemmer, valgt af provinsstaterne. Han fik et statsråd som rådgivende forsamling. Provinserne styredes af guvernører og provinsstaterne, som valgtes af adelen og indirekte af de stemmeberettigede borgere.

## Kongeriget
Ved Wienerkongressen fik Nederlandene sit gamle landområde tilbage og sine kolonier, med undtagelse af engelsk Guyana, Kapkolonien og Ceylon (som var afståede ved Freden i Amiens 1802). Til gengæld blev riget forbundet med Belgien til Forenede Kongerige Nederlandene. Som følge heraf måtte der gives en ny grundlov for det samlede rige. Den blev gennemført mod belgiernes vilje ved et fortolkningskneb. Grundloven af 1815 gav kongen en meget udstrakt magt, således over kolonierne. Generalstaterne kom til at bestå af 2 kamre, det 1. på 40—60 medlemmer valgte af kongen på livstid, det 2. på 110 medlemmer, valgte af provinsstaterne. De skulle godkende lovene og budgettet, der dels fastsattes på 10 år, dels årlig. Provinsstaterne skulle vælges af ridderskab, bystyrelsen og landboerne. De fik i øvrigt ikke meget at sige over for guvernørerne. De bestående kirkesamfund skulle ligeledes beskyttes, men de kunne kun med kongens samtykke brevveksle med fremmede kirkehoveder som fx paven (Placet-retten).

### Status-quo-tiden
Vilhelm 1. herskede temmelig egenmægtig, men dygtig. Han gjorde meget for at fremme landets velfærd og råde bod på den foregående tids ulykker (blandt andet på Napoleons rentereduktion). Men forholdet til Belgien var altid spændt, de to riger var for uens, og til sidst brast båndet imellem dem ved revolutionen i 1830. Krigen mod Belgien havde efterhåanden vakt modvilje nord på. Den lange tid, der gik, inden en ny ordning blev truffet, hærene, der måtte holdes på benene, den stigende gældsbyrde, skabte en liberal opposition mod kongen. I 1840 gik han ind på en grundlovsforandring, der dog ikke tilfredsstillede folk. Man ville have ministeransvarlighed, men fik kun den kriminelle, ikke den politiske. Generalstatsmedlemmernes tal nedsattes. Hele budgettet blev nu fastsat for 2 år. Samme år nedlagde kongen regeringen, dels af mismod over sagernes gang, dels for at gifte sig med en katolsk hofdame.
Hans søn, kong Vilhelm 2. (1840—1849) fulgte ham. Forholdene til Belgien var da i det væsentlige ordnede. Men finansvæsenet var stadig i en mislig tilstand. Gælden var 2.200 mio. gylden. Det lykkedes finansministeren Van Hall at få det i en bedre gænge, blandt andet ved at true folk til et frivilligt lån på 127 mio. mod 3 % (1844), og navnlig ved hjælp af indtægterne fra Indien. Også møntvæsenet forbedredes (1845—49). Det liberale parti under ledelse af professor Thorbecke havde fra 1844 oftere forgæves søgt at få en ny grundlovsforandring i stand. I Vilhelm 2.s sidste år blev oppositionen stærkere, den almeneuropæiske bevægelse, der førte til revolutionerne i 1848, mærkedes også i Nederlandene. Vilhelm 2. mente det da rettest at imødekomme tidens krav. Han nedsatte den 17. marts 1848 en kommission af liberale til at gøre udkast til en ny grundlov og brugte sin indflydelse til at få denne gennemført. Grundloven af 3. november 1848 indførte forsamlings- og foreningsret med mere, fuld ministeransvarlighed og indskrænkede kongens magt. Generalstaternes første kammer på 39 medlemmer valgte provinsstaterne af de højest beskattede, det 2. kammer valgtes ved direkte valg efter en census med 1 medlem pr 45.000 indbyggere. 2. kammer fik ret til at ændre lovforslagene. Budgettet fastsattes ved en årlig finanslov. Generalstaternes myndighed over kolonierne udvidedes meget. Også til provins- og kommunestyrelserne gaves direkte stemmeret: Gudsdyrkelsen blev fri, og alle kirkesamfund beskyttedes. Placetretten ophævedes. Denne lov bragte atter ro til veje i landet.

### Reformtider
Vilhelm 3., der blev konge efter faderens død 1849, kom til styret under de bedste varsler. Grundlovsstriden var endt, finanserne bedrede sig, landet gik hurtig frem i handel og velstand, Under Thorbeckes ministerium (1849—1853) gennemførtes en mængde vigtige love. En valglov af 1850 satte census ned til grundlovens minimum, 20 gylden. En provinslov ordnede og øgede provinsernes selvstyre, og en lov af 1851 kommunernes. I skattevæsenet arbejdede man hen på at indføre direkte skatter og afskaffe acciser, skibspenge og told, der hindrede handelen. Post-, telegraf- og jernbanevæsenet fremmedes. Haarlemmerhavet udtørredes (1849—1852). Thorbecke, der i øvrigt holdt på adskillelsen mellem kirke og stat, ville sætte de verdslige og kirkelige velgørenhedsanstalter under statstilsyn. Han fik derved præsterne mod sig, og da paven havde fået frihed af regeringen til at ordne katolikkernes forhold i Nederlandene og ansatte en ærkebisp og 4 bisper i Nederlandene (bullen In partibus infidelium), opstod der et stærkt folkerøre mod bisperne, og det havde Thorbeckes fald til følge (Aprilbevægelsen 1853). En opløsning af kammeret bragte de liberale i mindretal. Der var foruden dem to partier, de anti-revolutionære, som var ivrige protestanter, og de konservativ-liberale. De sidste kom til styret med Ministeriet Van Hall-Donker Curtius (1853—1856). Det pålagde kirkesamfundene nogle forpligtelser, men ændrede ikke den ny katolske ordning. Statsindgriben i velgørenhedsanstalterne indskrænkedes. Det gennemførte i øvrigt adskillige liberale love som en ministeransvarlighedslov og en lov om forsamlingsfrihed 1855. Spørgsmålet om folkeundervisningen var da brændende. De ortodokse protestanter holdt på konfessionelle privatskoler, de liberale på "blandede" statsskoler, hvor kun alment anerkendte kristne sandheder lærtes. Ministeriet holdt på den sidste slags, og de antirevolutionære fik det da styrtet. Men deres parti var i virkeligheden så svagt, at Ministeriet v. d. Brugghen (1856—1858), der nærmest støttede sig til dem, alligevel måtte indføre den blandede skole (lov om den lavere undervisning 1857). De følgende ministerier havde heller ikke megen kraft; de fik slaveriet afskaffet i Indien i 1859 og et stort jernbaneanlæg vedtaget i 1860. Men det liberale parti havde atter vokset sig stærkt: 1862 kom Thorbecke igen til styret, og en ny frugtbar lovgivning begyndte. Der arbejdedes på at indføre direkte beskatning, kanal- og tørlægningsarbejder foretoges (Ij). I 1863 dannedes en realskoleundervisning på naturvidenskabeligt grundlag med fortsættelse i fagskoler (landbo-, søfarts- og handelsskoler, polyteknisk skole). Ministeriet faldt 1865 på et kolonialt spørgsmål.
Kongen af Nederlandene var siden 1843 medlem af Det Tyske Forbund som Storhertug af Luxembourg og Hertug af Limburg. Da forbundet opløstes 1866, gik Vilhelm 3. ikke ind i Det Nordtyske Forbund, og Limburg blev således en rent nederlandsk provins. De luxembourgske forviklinger, der førte til London-traktaten af 1867, vakte misnøje i Nederlandene mod det konservative Ministerium Mijer-van Zuylen (1866—1868); det måtte vige for et liberalt Ministerium v. Bosse-Fock (1868—70). Det gik videre på reformvejen. Stempelafgift af aviser afskaffedes. Metermålet indførtes i 1869, postloven af 1870 indførte 5 cents porto for hele riget. De kirkelige departementer ophævedes. Dødsstraffen blev afskaffet i 1870. Thorbecke, der stod bag ministeriet, trådte ind i det 1871, da Krigen mellem Frankrig og Tyskland var udbrudt; han ville ordne forsvarsvæsenet. Det lykkedes dog ikke, og under en ministerkrise i anledning af et lovforslag om indkomstskat døde han 1872. Hans efterfølgere Vries-Geertsema (1872—1874) stræbte også forgæves at reformere hæren og navnlig at få stillingsvæsenet afskaffet.

### Oversøiske områder
Landet gik nu ind i vanskeligere forhold. Det skyldtes til dels de indiske kolonier. Disse var under 18. århundredes nepotstyre og rovdrift gået svært tilbage, og 1798 måtte staten overtage dem fra det forgældede Ostindiske Kompagni. Daendels, der var guvernør på Java 1807—1811, bragte bedre skik i forholdene, men navnlig den engelske guvernør Raffles (1811—1816) fremmede øens velfærd ved at give javanerne rådighed over deres jord mod faste afgifter. Hollænderne vendte tilbage til et tvangssystem, hvad der fremkaldte den store javanske opstand 1825—1830, og v. d. Bosch indførte i 1830’erne tvungen dyrkning af forskellige planter, især kaffe og sukker, til regeringens fordel. De indfødte blev så godt som livegne og kunne dårlig dyrke deres eget korn (og oplevede en hungersnød i 1849), men foreløbig gav systemet store indtægter. Væsentlig ved hjælp af dem blev statsgælden bragt ned fra 2.200 millon gylden til 940 millioner. Nederlænderne udvidede også deres magt på Sumatra, Celebes og Borneo under kampe med de indfødte. Men 1873 begyndte de krig med atjeh (atchin) på Sumatra, et tidligere venligsindet folk, som den nederlandske rovdrift havde forvandlet til en sørøverstat. De nederlandske hære vandt flere slag, men de kunne ikke få bugt med atchineserne, atter og atter rejste disse sig, og den endeløse krig kostede mange folk og mange penge. Kolonierne kunne ikke længere give overskud til moderlandet. I 1878 måtte der optages et lån på 43 millioner gylden, i 1883 et på 60 millioner, og skatterne måtte forhøjes (arveafgift, stempelafgift, spiritusafgift 1878, 1882 og andre år). Dertil kom trykkende tider for landbrug, handel og industri.

### Politisk ustabilitet
I det parlamentariske liv var der ingen fasthed. Den liberale majoritet havde efter Thorbeckes død ingen myndig fører, og den var delt mellem individualister og folk, der holdt på statsindgreb. De antirevolutionære og de talrige katolikker stod sammen i det stadig brændende skolespørgsmål. Det konservative ministerium Heemskerk (1874—1877) søgte at imødekomme dem, men blev så styrtet, og et stærkt liberalt ministerium Kappeyne van de Coppello (1877—1879) gennemførte 1878 en lov, der skærpede statstilsynet og statens myndighed over folkeskolen. Herover stor harme hos de antirevolutionære, der stiftede en forening til fremme af privat undervisning. Det følgende, upolitiske ministerium v. Lynden v. Sandenburg (1879—1883) fik blandt andet Code pénal afløst af en ny straffelov 1881. Heemskerk blev derpå atter minister (1883—1888). Han arbejdede på at ordne finanserne, men hans vigtigste værk blev grundlovsforandringen af 1887. Den ønskedes fra mange sider og var nødvendig for at få tronfølgerspørgsmålet bragt på det rene. Vilhelm 3.s sønner var døde 1879 og 1884. Hans broder Henrik og hans onkel Frederik døde 1879 og 1881, og hans datter af 2. ægteskab med Emma af Waldeck, Vilhelmina, blev derved tronarving. Ved valget efter grundlovsforandringen tabte de liberale, og et antirevolutionært ministerium, Mackay, kom til styret (1888—1891). Det gennemførte 1889 en lov, der gav de private skoler statsunderstøttelse. Under dette ministerium døde Vilhelm 3. i 1890, og enkedronningen blev regentinde for den umyndige dronning. Ministeriet Mackay svækkedes ved en strid mellem katolikkerne og de antirevolutionære om værnepligten; valget 1891 gav de liberale flertal, og Mackay måtte vige for Ministeriet v. Tienhoven-Tak v. Poortvliet. Dette fik 1892 gennemført en indkomstskat — hvad de liberale i de sidste 40 år 9 gange forgæves havde prøvet —, men det faldt 1894 på Taks forslag om en betydelig udvidelse af valgretten. Denne blev, mindre radikalt, gennemført af Ministeriet Roell-v. Houten 1896. Vælgertallet blev derved fordoblet. Til valgret krævedes enten en eksamen eller en vis skatteydelse, indtægt eller lejeafgift. Efter valget 1897, hvor de liberale sejrede med en del møje, afløstes Ministeriet Roell af Ministeriet Pierson. Det fik mod katolikkernes modstand stillingsvæsenet hævet 1898 (hver 5. mand i hæren var tidligere stillet). Almindelig tvungen undervisning gennemførtes 1900 trods de klerikales modstand og manges frygt for omkostningerne. Der var den 1. januar 1897 i Holland omkring 60.000 børn, som ingen undervisning fik. Også en arbejderforsikringslov blev givet, skønt mange liberale var mod den.
Dronningen blev myndig 1898 og giftede sig 1901 med prins Henrik af Mecklenburg. Valget i Juli 1901 vandt de konservative protestanter og katolikkerne. Kuyper, der havde fået dem forenet til kamp mod den formentlig fritænkerske liberalisme, dannede det ny ministerium. Det gennemførte en bevilling på 2½ millioner fl. til de fri konfessionelle skoler og ligestilling af private konfessionelle universiteter med statens egne, den sidste ordning dog først 1905 efter en opløsning af 1. Kammer. Hæren øgedes og ændredes, der blev givet flere sociale love; formueskatten udvidedes, men en ny toldtarif gik ikke igennem. Ved valget i 1905 opnåede de liberale et lille flertal i 2. kammer, et mådeholdent liberalt ministerium De Meester kom til, det faldt december i 1907 på forsvarsspørgsmålet og afløstes i februar 1908 af det moderat konservative ministerium Heemskirk. Et af De Meester fremsat grundlovsforslag om almindelig valgret til begge kamre, med udsigt til forholdstalsvalgmåde og kvindevalgret, toges der efter tilbage. Det var særlig af hensyn til tronfølgen, man havde ønsket grundlovsrevision nu; dronningen havde flere gange haft misfødsel, og for ikke at få en tysk prins til konge, hvis hun blev barnløs, ville man ændre tronfølgereglerne. Men i foråret 1909 fik dronningen en datter, og sagen kunde da stilles i bero. Valget i juni 1909 gav de forenede klerikale en afgjort sejr (60 mod 40 i 2. kammer). Kuyper kom dog ikke, som ventet, til magten; der rejstes en storm mod ham, fordi han havde givet en rigmand en orden mod pengebidrag til partikassen, og Heemskirk blev da siddende.

### Forsvarsspørgsmålet
Forsvarssagen havde i nogen tid været brændende: man ængstedes for landets stilling under en engelsk-tysk krig. I 1910 foreslog en kommission en stor overordentlig bevilling til fæstningsanlæg, navnlig ved Vliessingen. Forsvaret var ellers anlagt på, at den nordvestlige halvø med Amsterdams fæstning kunne afspærres ved oversvømmelser. Men Vliessingen lå jo helt nede ved Scheldes udløb. Den foreslåede befæstning der gjorde belgierne urolige: skulle den mon hindre England i at hjælpe Belgien, hvis Tyskland krænkede dets neutralitet? Også i Holland blev der misstemning over forslaget: en tidligere ambassadør mente at have hørt af Kuyper, at den tyske kejser i 1904 truende havde krævet, at Nederlandene skulle befæste kysten. Ministeriet svarede, at det var der ikke noget om, men det lod forslaget falde i 1911, der imod vedtoges 1913, at der kun skulle bygges et fort ved Vliessingen samtidig med kystforsvarsarbejder andet steds. Her imod havde ingen andre magter gjort indsigelse. Et protektionistisk toldforslag havde imidlertid rokket ministeriets stilling; de liberale partier (fri liberale, "Liberale Unie" og liberaldemokrater) sluttede november 1912 valgforbund med et program om valgretsreform, alderdomspensioner og frihandel, og ved valget juni 1913 tabte de klerikale. De 39 liberale havde dog kun flertal, når de 15 socialdemokrater støttede dem, og da socialisterne ikke ville gå med i ministeriet, udnævntes i august et ikke-parlamentarisk ministerium v. d. Linden, af væsentlig liberal farve. Det tog straks toldforslaget tilbage; Kuypers parti, de antirevolutionære, opgav derpå protektionismen, de katolske derimod ikke. Forsvarssagen var stadig fremme; nu var det mest flåden, der drøftedes. I 1912 faldt marineministeren, fordi han kun ville udvide den med et enkelt lille skib, mens de sagkyndige krævede 5 større. I 1913 krævede en kommission 9 dreadnoughts, 6 torpedokrydsere, 8 destroyers, 44 torpedobåde og 22 undervandsbåde (ubåde). Valgretsspørgsmålet holdt sig også levende, i 1910 nedsattes en grundlovskommission, og i de følgende år agiteredes der ivrigt for almindelig valgret.

### Arbejderuroligheder
Der havde fra først i 1890’erne været adskillig arbejderuro, socialisternes indflydelse var dog forholdsvis ringere end andetsteds, da de var temmelig splittede, men deres kamp kunde være skarp og blev mødt med skarpe midler. Det kom til flere blodige sammenstød: i 1892 i Rotterdam, i 1893 og 1895 i Amsterdam, en del uroligheder i by og land dæmpedes af tropperne, og nogle socialistførere blev tiltalte. En skræmmende jernbanestrejke i april 1903 sloges kraftig ned, og en streng lov blev givet mod gentagelser. Diamantsliberne i Amsterdam, der tidligere havde prøvet strejke, nåede 1904 ved en lang arbejdsstandsning en tiltrængt lønbedring. Ved en lov af 1907 om aftaler mellem arbejdere og arbejdsgivere håbede regeringen at hindre fremtidige arbejdsstandsninger. Det lykkedes dog ikke: 1910 var der en stor bomuldsarbejderstrejke, og en sømandsstrejke 1911 krævede atter militær og blod. Mens regeringerne således kuede uroligheder med hård hånd, var de dog ikke uvillige til at gøre noget for arbejderne: 1902 kom der ulykkesforsikring for industriarbejderne, under De Meester udvidet beskyttelse for kvinders og børns arbejde, 1913 en lov om tvungen forsikring mod alderdom, invaliditet og sygdom.
De yderliggående socialister, med Domela Nieuwenhuis som fører, trådte oprindelig stærkt frem blandt arbejderne, men allerede 1896 kom det til brud mellem hans Socialistenbond og det socialdemokratiske arbejderparti, som ville drive konstitutionel politik. 1909 sprængtes yderligere de revolutionære marxister ud fra de parlamentariske socialister, der lededes af den kloge og sindige dr. Troelstra til 1915.

### Udenrigspolitik
De udenrigske forhold var i det hele rolige. Under den sydafrikanske krig havde man stærk medfølelse med boerne; 1900 hentedes præsident Krüger til Europa i et nederlandsk krigsskib, og han blev hjertelig modtaget af dronningen og folket. Men i øvrigt nøjedes man med at mægle mellem parterne. Derimod kom der 1900 en tvist med Portugal, som havde frataget den hollandske konsul i Lorenzo, Marques eksekvaturet. For de internationale fredsarbejder vistes der megen interesse (fredskongresser i Haag 1899 og 1907, indvielse af Fredspalæet i 1913). Der sluttedes voldgiftstraktater 1904—1906 med Danmark, England, Frankrig og Portugal, 1913 med USA; 1908 var Nederlandene med til Nordsø-overenskomsten. Nogle forhandlinger om nøjere tilknytning til Belgien bar ingen frugt; derimod satte de påtænkte fæstningsværker ved Vliessingen ondt blod i Belgien og Frankrig, og disse magter blev atter nervøse, da det i begyndelsen af 1914 spurgtes, at det vedtagne fort ikke skulde lægges til dækning af Vliessingen, men højere oppe ad Schelde, hvor det ikke syntes at kunne få andet formål end at spærre floden. En havn, som en Stettinerfabrikant Thyssen sikrede sig uden for Rotterdam, vakte ligeledes mistanke.
I de ostindiske kolonier blussede atjehkrigen op fra tid til anden. 1894 kom der et farligt oprør på øen Lombok, hvor en troppeafdeling blev overrumplet og led svære tab. Det kuedes efter blodige kampe, men 1896 var der en ny rejsning. Den betydelige hærstyrke, som måtte holdes i kolonierne, tyngede budgettet hårdt. De store flådeudvidelser, der foresloges 1912—1913, havde til særligt mål at sikre kolonierne. I Vestindien var der en tid handelstvist med Venezuela.

### Nederlandene under 1. verdenskrig
Ved udbruddet af 1. verdenskrig i 1914 havde Nederlandene en udsat stilling, omgivet af Tyskland, Belgien og England. Regeringen afgav straks neutralitetserklæring den 3. august, men mobiliserede 125.000 mand og gjorde sig rede til at åbne digerne. Udførsel af kul, fødemidler, heste og vogne blev forbudt. Fredsbruddet skræmte folk stærkt; mange fik travlt med at tage deres penge ud af sparekasser og banker; Postsparebanken udbetalte derfor kun penge med 14 dages varsel (hvad den havde ret til). Nederlandenes Bank bemyndigedes til at nedsætte specieforholdet til sedler med 20 %. Børsen kom under statstilsyn, retterne fik lov at udstede moratorier. Krigen påvirkede straks industri og skibsfart, og priserne for levnedsmidler steg kraftig. Livet faldt dog snart nogenlunde i lave efter den første nervøsitet. Stemningen var, bortset fra hoffet og nogle i de øvre klasser, mest for de allierede; det tyske overfald på Belgien havde gjort sin virkning. Nogle blade var så ublide mod tyskerne og kejseren, at de fik retssager på halsen. Redaktøren af "Telegraaf", Schroeder, blev i december 1915 arresteret for tyskfjendtlige artikler, men uviljen over denne fængsling var så voldsom, at man hurtig satte ham på fri fod.
Regeringen arbejdede ihærdig og heldig på at hævde neutraliteten: den protesterede med værdighed mod overgreb og lempede sig smidig efter omstændighederne. I marts 1916 var der en dunkel krise. Der toges særlige militære forholdsregler, orlov stoppedes, rigsdagen blev indkaldt i april og fik fortrolige meddelelser. Hvad, der var på færde, kom ikke ud, men regeringen var åbenbart bange for, at neutraliteten var i fare. Den holdt dog, om end ikke uden rivninger. 1914 kastede en tysk flyver bomber ned over Maastricht, men det skyldtes naturligvis en kedelig fejltagelse. Stor og grundig harme vakte derimod ubådskrigen, der kostede landet en hel del skibe og nogle menneskeliv; adskillige skibe blev på anden vis beskudte eller tagne. Et af de værste tilfælde var "Katvijk", der 14. april 1915 med hollandsk flag oppe sænkedes uden varsel; Tyskland lovede erstatning herfor, hvis det kunne godtgøres, at skibet var sænket af en ubåd. I februar 1917 sænkede en ubåd 3 store dampere af en flåde på 7; der var lovet dem "relativ" sikkerhed, men ubådskaptajnen havde muligvis ikke fået underretning derom; tyskerne gjorde dog undskyldning, ydede erstatning og gav andre skibe i stedet. Ligeledes undskyldes det, at en tysk luftflåde på tilbagevejen fra et togt mod England den 14. oktober 1915 gik over Holland. Mod den udvidede ubådskrig nedlagde regeringen protest.
Over for Ententen protesterede man mod, at England tog hollandske skibe, beslaglagde neutral post og vilde undersøge neutrale skibe (1918 fritog englænderne efter modtagne oplysninger en stor hollandsk konvoj for undersøgelsen). Endvidere gjorde man indsigelse mod Ententens forhindringer af importen. Herom nåedes en ordning, da en købmand Vanaalst 1915 dannede "Nederlandsche Oversee Trust", som modtog al import og indestod for, at intet deraf gik til Tyskland. Trusten øvede streng kontrol, straffede overtrædere med store bøder og virkede kraftig for at hindre smugleri til Tyskland. Den gjorde desuden gode forretninger; ved dens opløsning 1919 forærede den regeringen 2 ½ millioner fl., til indkøb af gesandtskabsbygninger i udlandet. 1917 protesterede England mod, at tyskerne over Limburgbanen fik lov at føre grus og sand til fæstningsanlæg ved fronten; det blev da stoppet i begyndelsen af 1918. Ved samme tid havde regeringen bryderier med USA og de andre allierede. De ville fragte hollandske skibe, som lå i deres havne, hvad Nederlandene i og for sig intet havde imod, da de til gengæld skulle have korn fra Amerika m. m. Men der var tvist om brugen af skibene i de forbudte zoner; det vilde Nederlandene først slet ikke tillade og siden kun under forbehold af, at de ikke måtte føre tropper og krigsmateriel eller være væbnede. Men 20. marts rekvisitionerede de Allierede skibene uden videre. Folkeretten gav dem lov dertil, sagde de, hvorimod Nederlænderne hævdede, at de kun havde den ret til "umiddelbart strategiske formål". Over for den fordel, de Allierede her vandt, krævede tyskerne atter brugen af Limburgbanen; det indrømmedes i april, dog ikke til "trafik af militær karakter".
Krigen var byrdefuld og kostede mange penge, ikke blot til hæren og social forsorg. Landet måtte underholde 22.000 belgiske soldater, der med omkring 1.500 engelske marinere efter Antwerpens fald søgte ind over grænsen, og desuden 1/2 million belgiske flygtninge o. a. I 1916 fik man tilmed stormflodsskade. For at klare de øgede udgifter måtte der optages store lån, i november 1914 et på 275 mill. fl., tvunget for formuer på over 75.000 fl., senere flere og større; de tegnedes imidlertid uden vanskelighed. Endvidere pålagdes der flere skatter (et forslag ville lægge skat på nyfødte børn med mere end eet fornavn!). Bristen på fødemidler, der nødvendiggjorde en streng rationering, voldte en del optøjer, som dæmpedes af militæret; et lille bolsjevikparti og nogle anarkister prøvede i februar 1918 at få en generalstrejke i Gang, men den mislykkedes fuldstændig.
De to store politiske spørgsmål fra før krigen, forsvaret og grundloven, optog vedblivende sindene. Den gældende hærordning gav mange fritagelse for tjeneste. I maj 1915 foreslog regeringen derfor, at alle mellem 20 og 40 år, der tidligere gik fri, skulle indkaldes gruppevis til afløsning af ældre mobiliserede; for at føje oppositionen ændredes det til kun at gælde aldersklasserne 20—30 og vedtoges derpå. Ligeledes gennemførtes en flådeforøgelse, skønt man indvendte, at de ny skibe først kunne blive færdige, når der ingen brug var for dem. 1915 fremsattes forslag om grundlovsændring, særlig vedrørende valgret til 2. kammer, provins- og kommuneråd. Der skulle være almindelig valgret for mænd på 23 år og derover og efter forholdstal. Kvindevalgret stilledes i udsigt. Forslaget gik igennem, og den 3. juli 1918 valgtes der efter de nye regler. De konservativ-klerikale fik et lille flertal, de liberale svandt stærkt ind, men arbejderne vandt frem. Med en del møje dannedes i september et konservativt ministerium under Ruys de Beerenbrouck, det katolske partis fører.

### Mellemkrigstiden
Også efter at krigen var afgjort, havde Nederlandene diplomatiske vanskeligheder. Regeringen havde tilladt vigende tyske tropper efter våbenstilstanden at gå gennem det sydlige Limburg; herimod protesterede de Allierede. Nogle forhandlinger med Belgien om grænseforhold og Scheldes internationalisering affødte en del bitterbed, idet belgierne krævede en grænseregulering med afståelse af noget hollandsk jord, hvad Nederlandene naturligvis modsatte sig, fredskongressen i øvrigt også. Uviljen skærpedes ved, at belgiere drev agitation mod hollænderne i Limburg; Forhandlingerne gik herover i stå og genoptoges først 1922.
I 1920 krævede de Allierede, at kejser Vilhelm, der efter tyskernes sammenbrud var flygtet til Holland, skulle udleveres. Det nægtede regeringen: Nederlandene ville hævde deres gamle asylret, men efter fornyet henvendelse fra de Allierede lovede man at tage alle mulige forsigtighedsregler og sætte de nødvendige grænser for kejserens frihed. I parlamentet meddelte ministeriet, at kejseren havde forpligtet sig til ikke at drive politisk aktion eller at foretage handlinger, som kunne kompromittere den nederlandske regering. Helt fredelig var derimod Nederlandenes deltagelse i en række internationale forhandlinger. Den internationale Domstol åbnedes den 15. februar 1922 i dronningens nærværelse. Med pavestolen havde man 1915 midlertidig knyttet diplomatisk forbindelse; den blev fra 1921 fast.
Som andetsteds var der under krigen og en tid efter den en gylden tid for mange sammen med socialt tryk og misnøje (der november 1918 syntes at stige truende revolutionært, men atter stilnede af). Der tjentes og brugtes mange penge. Diamantindustrien, den særlige luksusindustri, tog fart efter krigen, den havde kunder i Indien, Kina, Japan, Amerika og Centraleuropa. Oplysende er tallene for diamanteksporten til Amerika: 1917 ca. 40 millioner fl., 1918 ca. 16, 1919 ca. 153, 1920 ca. 87, 1921 ca. 40. For imens var ebbetiden inde. Den mærkedes afgjort i Nederlandene hen i 1919, den hidførtes og ytrede sig her som i andre lande: nabolandenes valuta faldt, så de ikke kunne købe hollandske landprodukter, mens derimod navnlig Tyskland undersolgte den hollandske industri. Mange, som havde indført masser af varer til genudførsel til Centraleuropa, brændte slemt inde med dem, værre endnu de, der lå med store beholdninger af russiske, tyske og østrigske fonds. Børspapirerne, også statsobligationerne, faldt; bankerne led svære tab, men klarede sig dog smukt; derimod gik en mængde forsikringsselskaber fallit. Og stadig var der dyrtid, bolignød og arbejdsløshed. Sidst i 1922 var der 125.000 arbejdsløse, i 1921 gik 60 % af de 10.000 diamantslibere ledige. Tillige hyppige strejker og lockout’er og uro af de yderliggående socialister.
Regeringen var under disse forhold ikke misundelsesværdig stedt. Den arbejdede med betydeligt underskud (budgettet 1921 viste et deficit på 248 millioner fl., deraf 48 millioner på det ordinære budget). Det var ikke så nemt at finde ny skatteobjekter: indtægtsskatten var spændt til det yderste; der toges stadig lån, i indlandet eller USA. (i 1922 var statsgælden 2.455 millioner fl. mod 1.148 i 1914). I øvrigt skulle der spares, dog ikke på militæret (en hærlov af 1921 regner med en felthær på 243.000 mand og 73.000 i reserven, med øget udgift til artilleri og munition, men nedsættelse af officerstallet). Derimod skar man ned på skolevæsenet, på funktionærlønninger, på bidrag til boligbyggeri og til arbejdsløshedsunderstøttelse. 1922 blev de forskellige departementers budgetter over en bank nedsatte 17 %. De sidste statsbudgetter har der efter vist nogen nedgang i underskuddet. En arbejderlov af 1922 rokkede ved den lovfæstede 8-timers arbejdsdag: der skulle nok gennemsnitlig være 8 timers arbejdsdag, men der kunne maksimalt arbejdes 11 timer pr dag eller 62 timer pr uge. En frygt for fald i hollandsk valuta viste sig ugrundet; skønt importoverskuddet er betydeligt, holdt gylden sig højt.
Ministeriet Beerenbrouck’s stilling blev noget utryg 1921; de konservative kivedes, mens de liberale sluttede sig sammen i et Vrijheidsbond; Protestanterne vrededes over, at regeringen ville give almindelig tilladelse til katolske processioner; i juni forkastede 2. kammer hærforslaget. Ministeriet gik så af, men Beerenbrouck dannede det ny og fik hærreformen gennemført om end med kniberi (af frygt for omkostningerne). Fra 1920 var der forhandlet om ny grundlovsændringer; de vedtoges 1922. Herefter udelukkedes fremmede prinser fra tronen; den skulle arves i dronning Wilhelminas descendents af den mand, eventuelt kvinde, der er nærmest i slægt med den afdøde konge, dog ikke ud over 3. ætled. Var der ingen arveberettiget, vælges en ny konge ved lov efter visse regler. Oprindelig foresloges det, at når der ingen arveberettiget descendent var, kunne man gå over til en anden regeringsform (republik); det fraveg man altså. Krigserklæringer og traktater skulde godkendes af Generalstaterne. Kvindevalgret grundlovfæstedes. Første kammer ændredes noget; oprindelig ville man have, at det skulle vælges på 4 år ved forholdstal, og at alle medlemmer skulle gå af samtidig. Det blev til, at halvdelen gik af hvert 3. år; Spørgsmålet om forholdstal udsattes. Referendum forkastedes. Nederlandsk Øst- og Vestindien fik et vist selvstyre.
Ved grundlovsopløsningsvalget i sommeren 1922, hvor kvinderne stemte med for første gang, gik de konservative frem. Da ministeriet var konservativt, var der — som det også selv mente — egentlig ingen grund til, at det skulle gå af. Men der klagedes over, at det ikke sparede nok, og under den offentlige menings tryk demissionerede Beerenbrouck da 18. juli. Men resultatet blev blot, at han et par måneder efter kom igen, væsentlig med de samme ministre. De lovede så, at nu skulle der spares.
Den økonomiske depression blev ved i 1923: handel, industri og skatteindtægter gik tilbage, der var stor og dyr arbejdsløshed. Kalvinistføreren Colijn, der afløste de Geer som finansminister, krævede derfor store besparelser, særlig på det sociale og kulturelle område, og nye skatter. Demokraterne var misfornøjede hermed, end mere over, at regeringen i henhold til kommissionsbetænkning af 23. april 1923 foreslog en stærk flådeudvidelse. En petition herimod samlede over 1 million stemmer, og den 26. oktober 1923 forkastede 2. kammer forslaget med 50 stemmer mod 49. Ministeriet Beerenbrouck indgav da sin demission (afskedsbegæring). I december bad dronningen formændene for de 3 højrepartier, der i koalition udgjorde flertallet i kamrene (ved julivalget til 1. kammer efter forholdstal fik højre 31, venstre 19 stemmer), om at danne ny regering. Her over knurrede man noget, da det var konstitutionel skik, at regeringsdannelsen overdroges en enkelt mand. Men koalitionen knagede i fugerne, og de 3 herrer måtte opgive forsøget. Så nægtede dronningen at modtage Beerenbroucks demission, hvorover der blev ny opstandelse: skulle det være en "kongelig" regering, ikke en konstitutionel? Beerenbrouck erklærede imidlertid i 2. kammer (15. januar 1924), at han var konstitutionelt ansvarlig, og at han gik ind på at stille flådeudvidelsen i bero. Regeringens opgave skulle nu være at bringe finanserne på fode og at spare. Det skete ved nedskæring af tjenestemandslønninger, revision af pensionsloven, ophør af hjælp til nybygninger, nedsættelse af udgifter til social forsorg og til opdragelse (særlig folkeskolerne). Desuden lagdes der nye skatter på øl, tobak, cykler med mere, og toldtariffen revideredes (reelt øgedes fra 5 % til 8 %). Nye direkte skatter ville Colijn ikke gå med til, de gamle var overdrevne nok. Denne finanspolitik forbitrede demokraterne, og en del katolikker svingede over til dem, samtidig opskræmtes protestanterne over katolikkernes fremtrængen.
Ved valget til 2. kammer den 1. juli 1925 svækkedes højre da noget (den kristne koalition fik 54 stemmer i stedet for 59, hele højre 58 i stedet for 60), mens oppositionen radikaliseredes. Beerenbrouck gik af før valget den 29. juni, Colijn dannede en ny højreregering den 30. juli, men den varede kun til november, da et forslag om at ophæve legationen ved pavestolen vedtoges med 50 stemmer mod 42, og katolikkerne derfor sprang fra. Efter en del forgæves forsøg på at skabe en ny regering dannede de Geer den 5. marts 1926 et forretningsministerium, der skulle spare, virke for skattenedsættelser, regulering af arbejderforhold med mere. Det fik temmelig rolige dage, de finansielle forhold havde nu også bedret sig, så det ordinære budget kunne vise overskud, endda indtægts-, arve- og andre skatter nedsattes med 44 millioner. Vatikanlegationen forkastedes på ny den 19. marts 1926, men nu fandt katolikkerne sig deri. Forhandlingerne med Belgien om ændring af traktaten af 1839 og nyordning af grænseforholdene afsluttedes i maj 1926, men der var megen uvilje mod den nye traktat: den krævede for store ofre af Nederlandene og truede deres merkantile, maritime og politiske interesser. Traktaten vedtoges dog af 2. kammer (50 stemmer mod 47), men forkastedes i 1927 af 1. kammer (33 stemmer mod 17). Nye forhandlinger med Belgien udsattes derpå indtil videre.